# Coenosia fulvipes
Coenosia fulvipes är en tvåvingeart som beskrevs av Huckett 1965. Coenosia fulvipes ingår i släktet Coenosia och familjen husflugor. Inga underarter finns listade i Catalogue of Life.